# Никий (приближённый Александра Македонского)
Никий (др.-греч. Νικίας, IV век до н. э.) — финансовый чиновник Александра Македонского.

О происхождении Никия античные исторические источники не сообщают. По предположению канадского учёного В. Хеккеля, очевидно, Никий был греком из свиты Александра Македонского. А. С. Шофман говорит об этом утвердительно. Немецкий исследователь Г. Берве отмечал, что для того времени существование македонян с подобным именем не зафиксировано, а Б. Босуорт подметил, что Никий, упомянутый без указания имени отца и занимаемой должности, — «темная личность, скорее грек, чем македонянин».
Во время Восточного похода Сарды летом 334 года до н. э. сдались македонянам без боя. По замечанию немецкого историка И. Дройзена, столица Лидии была важным пунктом в стратегическом плане македонского царя, воротами к центральным землям Малой Азии. Сатрапом здесь Александр назначил Асандра. Также вместе с ним, по свидетельству Арриана, были оставлены гетайр Павсаний в качестве коменданта сардской цитадели и Никий — «для распределения подати и даней». В связи с этим американский востоковед Олмстед А. отметил, что в Лидии Александром было сохранено деление власти по персидскому образцу: между тремя разными должностными лицами. А. С. Шофман подчеркивал, что хотя военно-административные функции грекам не поручались, но в дела заведывания финансами они допускались. Некоторые исследователи считают, что политика царя была направлена на сдерживание власти сатрапов. Но, по мнению М. М. Холода, Александр мог быть в первую очередь заинтересован в эффективном налоговом сборе в такой богатой и сложной по своему составу сатрапии, а Асандр из-за своих многочисленных обязанностей не мог уделить этому достаточного внимания. Возможно, Никию был поручен сбор не только фороса, но также синтаксиса (специального взноса для ведения священной панэллинской войны с Персией) с окрестных греческих городов. Это концепцию разделил Г. Вирт, но отверг Б. Босуорт. По замечанию. В. Хеккеля, возможно, Никий подчининялся Асандру. М. М. Холод также это допускает, отмечая, в частности, что для перевоза собранных денег требовалась вооружённая охрана, которую мог обеспечить только сатрап.